# 花隈町
花隈町（はなくまちょう）は兵庫県神戸市中央区の町名。住居表示実施済区域。丁番の設定がない単独町名である。郵便番号650-0013。

## 地理
中央区の南西部、旧生田区域中央部に位置し、東・北・西は下山手通、東～南は北長狭通に接する。中央区西部の市街地中寄り、花隈城のあった辺り。神戸港の発展に伴い高級料亭が立ち並び花街として有名になった。
飲食店・集合住宅が立ち並ぶ商業地域。

## 歴史

### 地名の由来
花熊・鼻熊・華熊とも書き、「往昔は土東崕を噛み」といわれ、海に面した小高い丘であった。台地の端（ハナ）の一段と高いところ（クマ）からついたという説がある一方、神をクマというところから神内（くまうち）に対し神社領のはずれという意味だという説もある（西摂大観）。花熊の地名は南北朝時代から見え、貞和2年（1346年）4月日付佐藤性妙軍忠書によれば足利方に属していた陸奥国出身の佐藤性妙子息行清らが建武3年（1336年）湊川の戦いの折「摂州天王寺・阿倍野・湊河・花熊・生田森・摩耶山」で奮戦したとある（佐藤文書／大日本史料6-9）。

### 沿革

#### 中世以前
- 平清盛が祀ったという兵庫七弁天の一つ花隈弁天があったが、花熊城を築く際に生田神社に移し、天明年間宇治川河口の弁天浜に移したという[4]。
- 戦国時代に織田信長方の城として花熊城が築かれ、天正7年（1579年）12月信長に叛いた荒木村重が入城し、本願寺派の拠点のひとつとして池田恒興ら信長方の攻囲軍と戦闘、天正8年（1580年）本願寺と信長の和議が成立して同城は破却された。
- 町内の福徳寺は建久年間（1190年～1198年）に九条関白兼実により建立、厭求上人により開基されたと伝えられ、当初平野にあったが、天正年間（1573年～1593年）に花熊に移ったと社伝にある。住民も一緒に移り住み戦いで荒れた村を開拓したという伝説がある[5]。
- 池田家文書に伝わる花熊城付近図（岡山大学蔵）は築城の折の町割りと見られており、城の西側に塀に囲まれた東西40間・南北95間の一区画がありその内部が4町に区切られ「花熊町」と記入されている[4]。

#### 花熊村
江戸時代から明治5年（1872年）まで花熊村。同村は八部郡のうちで、はじめ幕府領、元和元年（1615年）から大和国小泉藩領、明和6年（1769年）から再び幕府領。村高は元和3年（1617年）「摂津高改帳」288石余、享保20年（1735年）摂津国石高調291石余、天保5年（1835年）「天保郷帳」「旧高旧領」ともに294石余で、「天保郷帳」では当村含む神戸村ほか5か村立会新田2石余が見える。
- 元和元年（1615年）の家数61[4]。
- 明和4年（1767年）の家数78（無高2）・人数321[4]。
- 安政2年（1855年）の家数59（無高5）・人数247[4]。
- 天明8年（1788年）の巡見使通行の際の資料（村上家文書）によると、田方160石余・畑方111石余・屋敷16石余・堤敷溝敷5石余、年貢は定免制で米171石余、水車1・紺屋1[4]。
- 『神戸市史』によれば明治2年（1869年）頃、農業の他は男は素麺職・線香職・水車稼ぎ・酒造稼ぎ・柴薪刈、女は木綿織・筵折に従事[4]。

字名に土居、射矢の上、御所坂、二の丸、二の丸堀、本丸東の根、本丸の辻、三の丸、高城など城郭に因むものが残っていた。

#### 神戸3番組花隈町
明治5年（1872年）、花熊村は神戸町の一部となり村域（現在の花隈町よりも広い）がそのまま花隈町となった。神戸3番組に所属。明治7年（1874年）、山本通一～七丁目・中山手通一～七丁目・下山手通一～七丁目・北長狭通一～七丁目・宇治野表通となった。
- 明治5年の物産惣高書上帳（村上家文書）によれば、米111石・貢納127石余・不足買入分405石、大豆81石余（自用）、大豆3石余（同）、小豆1石余（同）、小麦買入分2石余、粟1石余（同）、小麦83石余（他国輸出）、菜種10石余（同）、蛋豆（自用）、綿85斤（他国輸出）、大根50駄（同）、薩摩芋300貫（同）、茶50斤（同）、線香2,640貫、茶箱3万8,955箱（他国輸出）[4]。

#### 現行の花隈町
現行の町名の花隈町は明治27年（1894年）に神戸市下山手通一～七丁目の一部から成立した。はじめ神戸市、昭和6年（1931年）市神戸区、昭和20年（1945年）同市生田区、昭和55年（1980年）から同市中央区に所属。昭和6年の区政施行まで「神戸」を冠称し神戸花隈町の名前だった。
- 明治21年（1887年）：神戸で第3番目の教会である日本基督教団神戸教会がこの地に移る。
- 大正10年（1921年）：神戸市電山手上沢線開通。
- 昭和43年（1968年）：神戸高速鉄道が開通し付近に花隈駅が設けられた。
- 昭和55年（1980年）：一部が北長狭通一～八丁目となり、北長狭通一～八丁目・下山手通一～九丁目の各一部を編入。

## 世帯数と人口
2021年（令和3年）12月31日現在の世帯数と人口は以下の通りである。
| 町丁   | 世帯数    | 人口    |
| ------ | --------- | ------- |
| 花隈町 | 1,948世帯 | 3,009人 |

### 人口の変遷
国勢調査等による人口の推移
| 1901年（明治34年） | 2,996人 | [ 4 ] |  |
| 1930年（昭和5年）  | 2,368人 | [ 4 ] |  |
| 1988年（昭和63年） | 1,935人 | [ 4 ] |  |
| 2005年（平成17年） | 2,474人 | [ 6 ] |  |

### 世帯数の変遷
国勢調査等による世帯数の推移。
| 1901年（明治34年） | 710世帯   | [ 4 ] |  |
| 1930年（昭和5年）  | 556世帯   | [ 4 ] |  |
| 1988年（昭和63年） | 873世帯   | [ 4 ] |  |
| 2005年（平成17年） | 1,426世帯 | [ 6 ] |  |

## 小・中学校の学区
市立小・中学校に通う場合、学区は以下の通りとなる。
| 番地 | 小学校               | 中学校                 |
| ---- | -------------------- | ---------------------- |
| 全域 | 神戸市立山の手小学校 | 神戸市立神戸生田中学校 |

## 交通

### 鉄道
町内に鉄道駅はない。花隈駅は北長狭通にある。

### 道路
- 山手幹線

## 施設

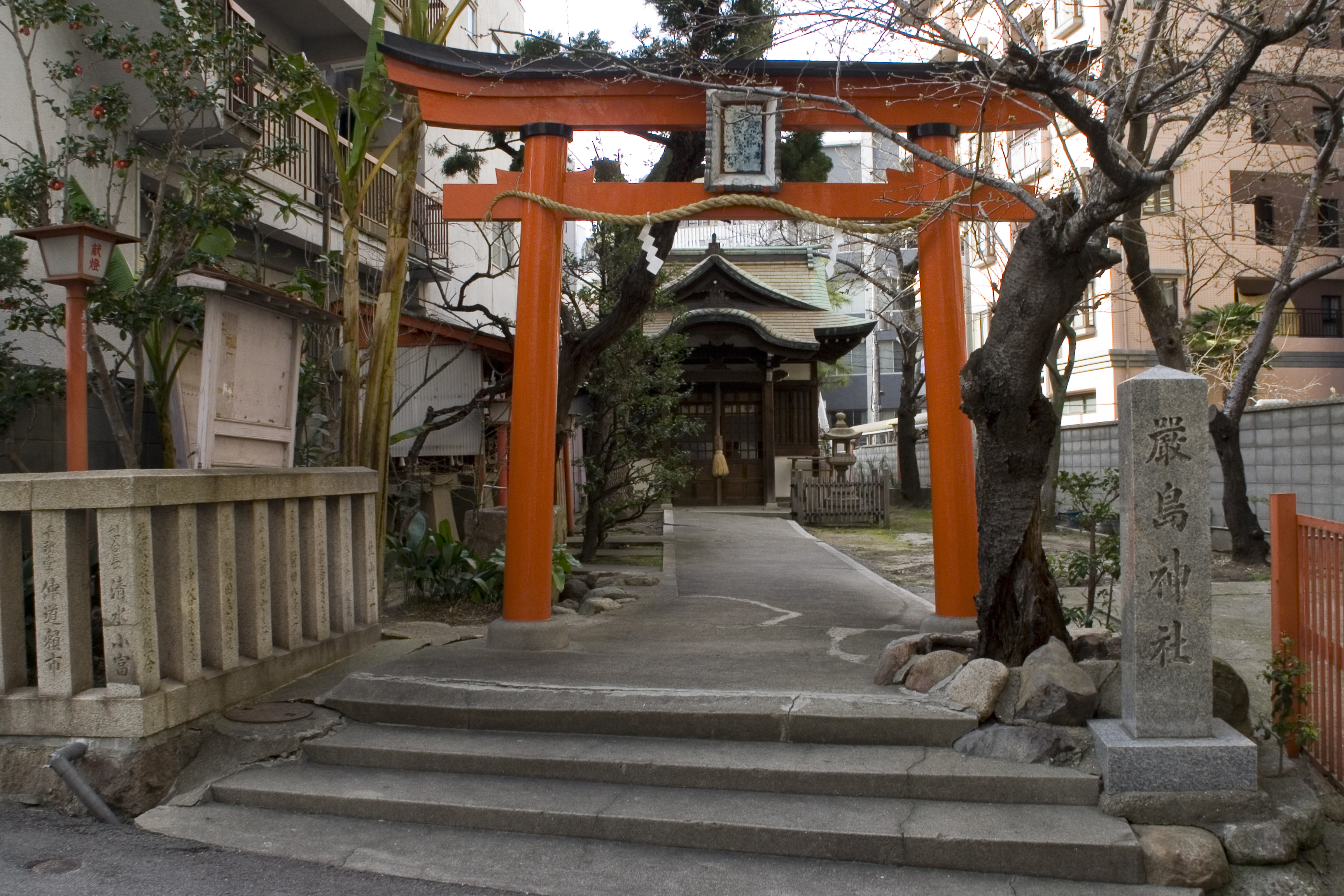
厳島神社

- 神戸看護専門学校
- 兵庫県商工会館
- 花隈公園
- 神戸市立花隈駐車場
- 厳島神社
- 福徳寺 - 浄土宗の仏教寺院。
- 黒住教神戸中教会所
- 金光教神戸教会
- 日本基督教団神戸教会
- 兵庫県遺族会館
- いずみ幼稚園